# 托贾人
托贾人，一译托主人，又称图嘎人/图嘎拉尔人、托德金人/托德任人（俄语：Тоджинцы），是图瓦人的一支，主要分布在俄罗斯图瓦共和国的托贾区。
他们和其他图瓦人一样，是半游牧民族，主要驯鹿。

## 语言
托贾人使用图瓦语的托贾方言。